# Anoplostoma elegans
Anoplostoma elegans är en rundmaskart som beskrevs av Hans August Kreis 1929. Anoplostoma elegans ingår i släktet Anoplostoma och familjen Anoplostomatidae. Inga underarter finns listade i Catalogue of Life.